# Східно-Центральна Європа

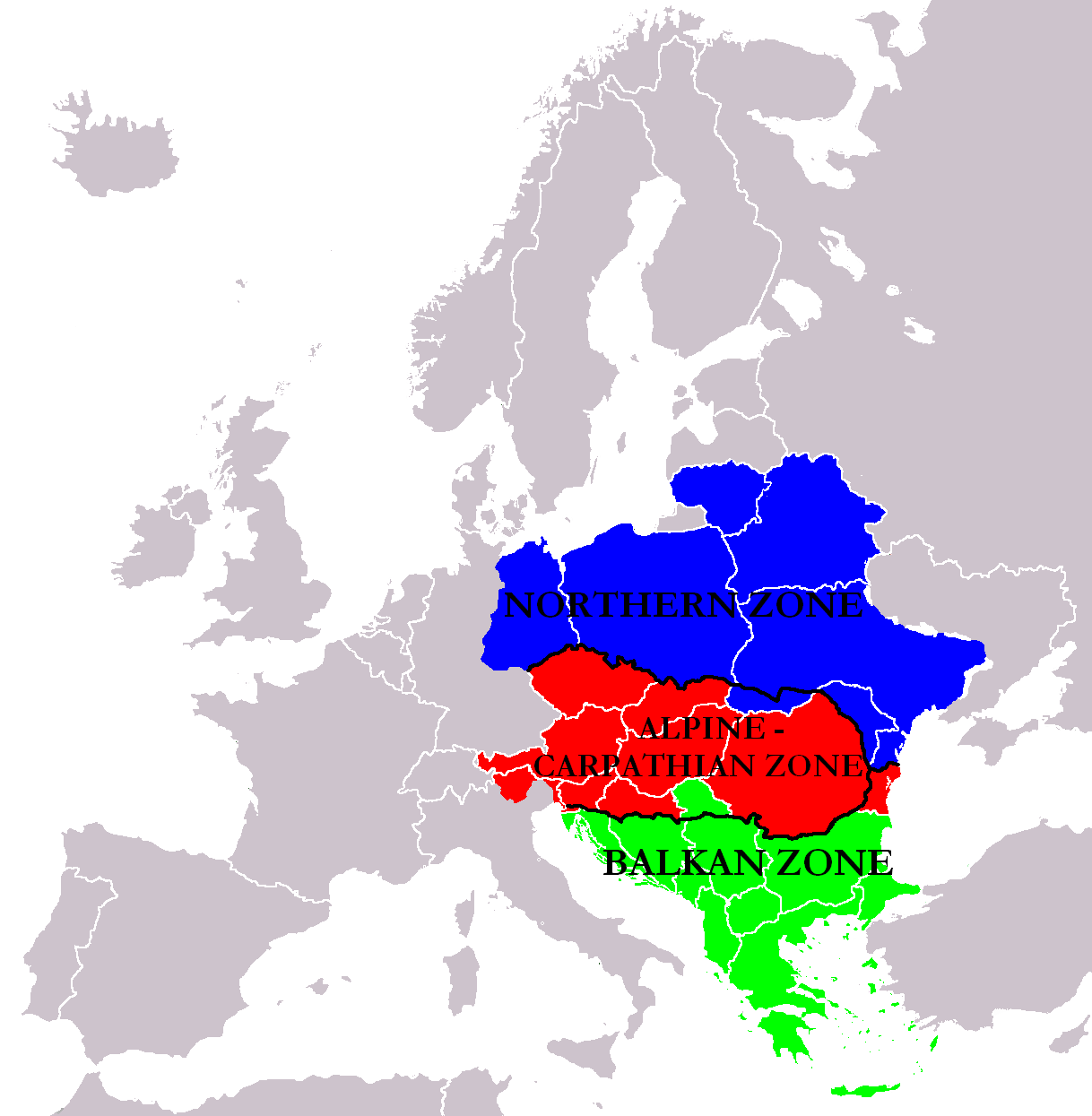
Відтворення та інтерпретація Центральної Європи Полем Робертом Маґочі.

Центрально-Східна Європа — регіон між німецькомовними та східнослов'янськими державами. Цей регіон описується як такий, що розташований між двома: між двома світами, між двома етапами, між двома майбутніми.
Концепція відрізняється від концепції Центральної та Східної Європи, яка базується на критеріях, за якими держави Центральної та Східної Європи належать до двох різних географічних регіонів Європи.

## Терміни

### Оскар Галецький
У 1950-х роках Оскар Галецький, який виділив чотири регіони Європи (Західну, Західно-Центральну, Східно-Центральну та Східну Європу), визначив Східну та Центральну Європу як регіон від Фінляндії до Греції, «східну частину Центральної Європи». між Швецією, Німеччиною та Італією, з одного боку, і Туреччиною та Росією з іншого». За словами Галецького:
У ході європейської історії велика кількість народів у цьому регіоні створювали власні незалежні держави, іноді досить великі та могутні; у зв’язку із Західною Європою розвивали свої окремі національні культури і сприяли загальному поступу європейської цивілізації.

### Пол Роберт Маґочі
Пол Роберт Маґочі описав цей регіон у своїй праці «Історичний атлас Східно-Центральної Європи». Його ідея розділила Центральну Європу на 3 основні зони:
- Північна зона, розташована між Балтійським морем (на півночі) і трасою Рудні гори — Судети — Північні Карпати — річка Прут (на півдні) і Дніпро на сході. Країни, які автор розмістив у цій зоні: Білорусь, колишня Східна Німеччина, Литва, Молдова, Польща та Україна (на захід від Дніпра) – ця територія приблизно збігається з колишньою Річчю Посполитою (за вирахуванням східної частини Молдови, пізніше названа Бессарабією).
- Альпійсько-Карпатська зона, розташована на півдні північної зони, омивається на півдні річками Купа — Сава — Дунай. Ця територія охоплює Паннонський басейн і приблизно збігається з колишньою імперією Габсбурґів до середини XIX століття та Дунайськими князівствами (Волощиною та Молдавією). До цієї зони автор відносить Австрію, Хорватію, Чехію, Угорщину, північно-східну Італію, Румунію, Сербію (на північ від Сави та Дунаю), Словаччину та Словенію.
- Балканська зона, розташована на півдні Альпійсько-Карпатської зони і суміжна з Балканським півостровом. До цієї зони автор відносить такі країни: Албанія, Боснія і Герцеговина, Болгарія, Греція, Чорногорія, Північна Македонія, Центральна Сербія та європейська частина Туреччини.

#### ООН
Для розгляду технічних проблем вітчизняної стандартизації географічних назв була створена Група експертів ООН з географічних назв (UNGEGN). Група складається з експертів з різних лінгвістичних/географічних відділів, які були створені на конференціях ООН зі стандартизації географічних назв.
- Балтійський дивізіон:[7] Естонія, Латвія, Литва, Польща та Росія.
- Східно-Центральна та Південно-Східна Європа[7]: Албанія, Боснія і Герцеговина, Болгарія, Греція, Грузія, Кіпр, Північна Македонія, Польща, Румунія, Сербія, Словаччина, Словенія, Угорщина, Україна, Хорватія, Чехія, Чорногорія та європейська частина Туреччини.
- Відділ Східної Європи, Північної та Центральної Азії:[7] Азербайджан, Білорусь, Болгарія, Вірменія, Грузія, Киргизстан, Росія, Таджикистан, Україна та Узбекистан.
- Романо-еллінський поділ:[7] Андорра, Бельгія, Кіпр, Франція, Греція, Святий Престол, Італія, Люксембург, Молдова, Монако, Португалія, Румунія, Іспанія, Швейцарія та європейська частина Туреччини.

### Академічні установи

Ягеллонська Європа в XV столітті: Богемія, Угорщина та Річ Посполита.

- Міжнародна федерація інститутів Східно-Центральної Європи має у своєму складі чотири інститути (Люблін, Прага, Братислава та Вільнюс) і включає понад сто членів з Білорусі, Хорватії, Чехії, Литви, Польщі, Словаччини, Словенії, Угорщини й України. Інститути були засновані після 1990 року з секретаріатом, щоб стимулювати дискусію про центральноєвропейський простір між Сходом і Заходом.[9] Цей досвід співпраці – з самого початку відкритий для представників інших національних держав Східної та Центральної Європи, а також росіян, німців та євреїв – дозволив створити Об’єднаний комітет ЮНЕСКО та Міжнародний комітет історичних наук (ICHS) . Першим президентом комітету був Єжи Клочовський, багаторічний член Виконавчої ради ЮНЕСКО та президент Інституту Східно-Центральної Європи в Любліні.[10] 10 засідань комітету (у Парижі, Любліні, Осло та Сіднеї) були присвячені Східно-Центральній Європі.[11] Федерація підтримує офіційні відносини з ЮНЕСКО.[12][13]
- Східно-Центрально-Європейський центр при Колумбійському університеті[14] було створено «для сприяння вивченню країн, що лежать між Німеччиною та Росією та між Балтійським і Егейським морями». Його класифікація охоплює Австрію, Албанію, Білорусь, Болгарію, Боснію і Герцеговину, Естонію, Латвію, Литву, Молдову, Північну Македонію, Польщу, Румунію, Сербію, Словаччину, Словенію, Угорщину, Україну, Чехію, Чорногорію та Хорватію.
- CEEM (Центр дослідження Середнної Європи)[15] визначає Серединну Європу як територію, розташовану між Німеччиною та Росією, від Балтійського регіону до Балкан. Центр проводить дослідження 18 європейських культур: болгарської, боснійської, естонської, латвійської, литовської[en], лужицької, македонської, польської, румунської[en], сербської, словацької, словенської[en],, угорської[en], української, чеської[en], чорногорської, фінської та хорватської.
- Утрехтські дослідження середньовічної писемності в Утрехтському університеті визначили Східну Центральну Європу як «регіон в межах історичних кордонів пізньосередньовічних королівств Богемії, Угорщини та Речі Посполитої».[16]

### Інші думки
- Міхаель Фуше[17] визначив Серединну Європу як «проміжний геополітичний простір між Заходом і Росією, простір історичних переходів між цими двома організаційними полюсами; політичні та територіальні спадкоємці, нав’язані зі Сходу, тобто з Кремля; нині процес упорядкування, нав’язаний Заходом. На думку цього автора, Серединну Європу утворюють такі субрегіони:
  - На півночі – Центральній Європі stricto sensu (Хорватія, Чехія, Угорщина, Польща, Словаччина та Словенія)
  - На півдні – Албанія, Боснія і Герцеговина, Болгарія, Румунія, Сербія, регіон «перетікає в бік Білорусі та України»
  - Вважається, що Греція не є частиною Серединної Європи, але відіграє там важливу роль.
- Даніель Келін – у підсумковому звіті НАТО та Європейської Унії на Балканах – порівняння, підготовленому румунським науковим співробітником НАТО Даніелем Келіном[18] виділяються три субрегіони Середньої Європи:
  - Північна Серединна Європа (Естонія, Латвія та Литва – Балтійські дердави)
  - Центральна Європа stricto sensu (Чехія, Угорщина, Польща та Словаччина)
  - Південно-Східна Європа (Албанія, Боснія і Герцеговина, Болгарія, Хорватія, Сербія, Чорногорія, Північна Македонія, Румунія, Словенія, а також континентальні частини Греції та європейська Туреччина)

Південно-Східна Європа відрізняється від Балкан, визначених як регіон, що складається з Албанії, Боснії та Герцеговини, Болгарії, Хорватії, Греції, Чорногорії, Північної Македонії, Румунії, Сербії та Словенії.

### Вузьке визначення
Східно-Центральна Європа іноді визначається як східна частина Центральної Європи і обмежується державами-членами Вишеградської групи – Чехією, Угорщиною, Польщею та Словаччиною. Це визначення близьке до німецької концепції Ostmitteleuropa.

## Подальше читання
- J. Kloczowski, East Central Europe in the historiography of the countries of the region, Institute of East Central Europe, Lublin, 1995
- J. Kłoczowski (ed.), Central Europe Between East and West, Lublin 2005, ISBN 83-85854-86-X
- East – Central Europe's Position within Europe. Between East and West, Lublin 2004, ISBN 83-85854-81-9
- O. Halecki, Borderlands of Western Civilization: A History of East Central Europe, Fordham University (1952, 1980) (available on-line) [Архівовано 2016-03-03 у Wayback Machine.]
- I. Loucas, The New Geopolitics of Europe & The Black Sea Region, Naval Academy, UK National Defence Minister's Staff, p. 8
- O. Halecki, The limits and divisions on European history, Sheed&Ward, New York 1950
- Y.Shimov, Middle Europe: On the way home, Eurozine 2002/10/11[21]
- Myant, Martin; Drahokoupil, Jan (2010), Transition Economies: Political Economy in Russia, Eastern Europe, and Central Asia, Wiley-Blackwell, ISBN 978-0-470-59619-7
- N. Popa, Frontiere, regiuni transfrontalieresşi dezvoltare regionala in Europa Mediana, [Borders, Transborder Regions and Regional Development in Median Europe] Ed. Universitatii de Vest, Timișoara, 2006
- G. Zrinscak, L' Europe médiane : des pays Baltes aux Balkans (Dossier n. 8005), La Documentation française 1999[22]
- P. Verluise, Géopolitique de l'Europe. L'Union européenne élargie a-t-elle les moyens de la puissance ?, Collection Référence géopolitique, Paris, éd. Ellipses, 2005[23]